# Rhyacophila dorsalis
Rhyacophila dorsalis là một loài Trichoptera trong họ Rhyacophilidae. Chúng phân bố ở miền Cổ bắc.